# Miklós Bodoczy
Miklós Bodoczy (Satu Mare, 9 maggio 1962) è un ex schermidore rumeno, specialista della spada, vincitore di una medaglia d'argento ai Campionati mondiali di scherma.